# Versificação
A versificação é o estudo de técnicas para propiciar a eufonia dos versos de um poema ou música.

## Elementos da versificação

### Ritmo
O ritmo do poema é a sucessão de sons fortes (sílabas tônicas) e sons fracos (sílabas átonas), repetidas com intervalos regulares ou variados que dão musicalidade (melodia) ao poema.
No poema, as pausas existem não necessariamente através de sinais de pontuação, mas as palavras provocam a melodia e, o ritmo é determinado por elas e pela sequência de sons.
A distribuição das sílabas átonas e tônicas e o tamanho do verso determinam o seu ritmo. E para medi-lo é necessário observar a quantidade e a intensidade das sílabas.

### Metrificação
A metrificação é o estudo da medida dos versos, geralmente em poemas, fazendo a contagem de sílabas poéticas.
As sílabas dos versos são sonoras e sua contagem é feita de maneira auditiva; diferente, portanto, da contagem gramatical, que considera o número de sílabas gráficas
Sílabas dos versos:
"Ah!/Quem/ há/ de/ ex/pri/mir/, al/ma/ im/po/nen/te/ e/ es/cra/va" (Olavo Bilac) - 17 sílabas gramaticais.
Sílabas poéticas
"Ah!/ Quem/ há/ de ex/pri/mir/,al/ma im/po/nen/te e es/cra/va" (Olavo Bilac) - 12 sílabas poéticas.
- Na contagem de sílabas poéticas, as palavras estão ligadas umas às outras mais intimamente, o que confere ao texto o ritmo e a melodia próprios dos versos.
- O encontro entre duas vogais iguais é chamado de crase. Isso aconteceu nesse verso (de + ex = des).
- O encontro entre duas vogais diferentes é chamado de elisão. Isso aconteceu nesse verso (ma + im = mim, como desapareceu a vogal 'a').
- As sílabas são contadas até a última sílaba tônica do verso.

### Encadeamento (ouEnjambement)
Quando o verso não finaliza juntamente com um segmento sintático ocorre o encadeamento, que é a continuação do sentido de um verso no verso anterior

### Verso
O verso é cada "linha" do poema. Os versos são classificados de acordo com o número de sílabas poéticas que possuem.
- Verso monossílabo: 1 sílaba poética.
- Verso dissílabo: 2 sílabas poéticas.
- Verso trissílabo: 3 sílabas poéticas.
- Verso tetrassílabo: 4 sílabas poéticas.
- Verso pentassílabo: 5 sílabas poéticas.
- Verso hexassílabo : 6 sílabas poéticas.
- Verso heptassílabo: 7 sílabas poéticas.
- Verso octossílabo: 8 sílabas poéticas.
- Verso eneassílabo: 9 sílabas poéticas.
- Verso decassílabo: 10 sílabas poéticas.
- Verso hendecassílabo: 11 sílabas poéticas.
- Verso dodecassílabo: 12 sílabas poéticas.
- Verso bárbaro: 13 ou mais silabas poéticas.

### Forma
O estudo da forma identifica a disposição dos versos ao longo do poema e como tal estabelece a natureza e o tom do mesmo.

### Estrofe
Quanto ao número de versos a estrofe pode ser um:
- 1 verso - Monóstico
- 2 versos - Dístico
- 3 versos - Terceto
- 4 versos - Quarteto ou quadra
- 5 versos - Quintilha
- 6 versos - Sextilha
- 7 versos - Septilha
- 8 versos - Oitava
- 9 versos - Nona
- 10 versos - Décima
- Mais de dez versos: estrofe irregular.

### Disposição das Rimas
Quanto à disposição, as rimas podem ser alternadas (ABAB), interpoladas ou cruzados (ABBA), emparelhadas (AABB), e mistas (quando apresentam outros tipos de combinação)

### Tipos de versos
a- Versos brancos ~> Não possuem rima
b- Versos livres ~> Não possuem métrica fixa

## Sistemas de versificação

### Greco-Latina
O verso Greco-Latino é formado por pés em que se alternam sílabas longas e breves podendo o pé ser Troqueu, Dátilo ou Peônio dependendo de sua composição.

### Neo-Latina
Nas línguas neo-latinas a contagem dos versos não se dá pelo número de pés, mas sim pelo número de sílabas fonéticas. 

### Portuguesa
Na língua portuguesa o sistema versificatório conta as sílabas poéticas até à última tônica.